# ديفيد كوندون (سياسي)
ديفيد كوندون هو سياسي أمريكي، ولد في 9 فبراير 1974 في سبوكين في الولايات المتحدة. نشط حزبياً في الحزب الجمهوري. وقد انتخب Mayor of Spokane, Washington ‏ (30 ديسمبر 2011 – 30 ديسمبر 2019).